# Rio Belinul Mic
O Rio Belinul Mic é um rio da Romênia afluente do Rio Olt, localizado no distrito de Covasna.